# Paweł Leszczyński
Paweł Adrian Leszczyński (ur. 1975 w Gorzowie Wielkopolskim) – polski prawnik specjalizujący się w prawie konstytucyjnym, prawie wyznaniowym oraz prawie dotyczącym ochrony praw człowieka.Zajmuje się także zagadnieniami: współczesnej myśli politycznej, polityki zagranicznej i bezpieczeństwa wybranych państw oraz najnowszą historią stosunków międzynarodowych. Jest profesorem Akademii im. Jakuba z Paradyża w Gorzowie Wielkopolskim. Numer ORCID  0000-0002-7701-1758 - 
https://orcid.org/0000-0002-7701-1758

## Wykształcenie
W 1999 ukończył studia prawnicze na Wydziale Prawa i Administracji Uniwersytetu Warszawskiego. W roku 2000 ukończył Podyplomowe Studium Nauk Politycznych na Wydziale Dziennikarstwa i Nauk Politycznych tegoż uniwersytetu.Na macierzystym wydziale w 2004 uzyskał stopień naukowy doktora nauk prawnych na podstawie rozprawy doktorskiej napisanej pod kierunkiem prof. Michała Pietrzaka pt. Centralna administracja wyznaniowa II RP. W 2013 uzyskał na Wydziale Prawa i Administracji Uniwersytetu Śląskiego w Katowicach stopień naukowy doktora habilitowanego nauk prawnych w zakresie prawa po obronie pracy pt. Regulacja stosunków między państwem a nierzymskokatolickimi Kościołami i innymi związkami wyznaniowymi określona w art. 25 ust. 5 Konstytucji RP. Został profesorem nadzwyczajnym Akademii im. Jakuba z Paradyża w Gorzowie Wielkopolskim i w latach 2017–2019 był prorektorem tej uczelni. Od 2014 kieruje na niej Katedrą Problemów Bezpieczeństwa Europy Północnej i Środkowowschodniej. Wykładał również w Wyższej Szkole Administracji Publicznej w Szczecinie. 

## Członkostwo w gremiach naukowych
Członek Komisji do Spraw Stosunków Polsko-Czeskich i Polsko-Słowackich Polskiej Akademii Nauk - Oddział w Katowicach (2019 -)

## Członkostwo w stowarzyszeniach naukowych
- Sekretarz Zarządu Polsko-Czeskiego Towarzystwa Naukowego z/s we Wrocławiu (2023 -)
- Prezes Zarządu Oddziału Gorzowskiego Polskiego Towarzystwa Historycznego (2006 -)
- członek Polskiego Towarzystwa Prawa Konstytucyjnego (2002 -)

## Wybrane autorskie publikacje naukowe
- Zagadnienia wyznaniowe w Konstytucji RP, Warszawa 2001.
- Polski socjalliberalizm w latach 1989–1997 – historyczne i europejskie uwarunkowania, Warszawa 2004.
- Centralna administracja wyznaniowa II RP – Ministerstwo Wyznań Religijnych i Oświecenia Publicznego, Warszawa 2006
- Regulacja stosunków między państwem a nierzymskokatolickimi Kościołami i innymi związkami wyznaniowymi, Gorzów Wielkopolski 2012.
- NATO w epoce postkrymskiej, Gorzów Wielkopolski 2016
- Chrześcijański charakter Anglii dawniej i dziś, Gorzów Wielkopolski 2018
- Irlandia Północna. Między przeszłością a nadzieją trwałej regulacji pokojowej, Gorzów Wielkopolski 2018

## Redakcja monografii wieloautorskich - wybrane tytuły
- wraz z Beatą A. Orłowską  Stany Zjednoczone Ameryki - wybrane zagadnienia prawne, społeczno-polityczne oraz ekonomiczne. Między przeszłością a wyzwaniami 3. dekady XXI wieku, Gorzów Wielkopolski 2023
- Wybrane zagadnienia konstytucyjne Republiki Czeskiej w kontekście europejskim. Aspekty historyczne, współczesność oraz wyzwania przyszłości, Gorzów Wielkopolski 2024

## Odznaczenia
- Srebrny Krzyż Zasługi (2015)
- Odznaka Honorowa "Zasłużony dla Miasta Gorzowa Wielkopolskiego" (2015)
- Odznaka Honorowa "Zasłużony dla Kultury Polskiej" (2024)
- Odznaka Honorowa "Za Zasługi dla Województwa Lubuskiego" (2024)[3]